# Leucinodella banthaensis
Leucinodella banthaensis is een vlinder van de familie van de grasmotten (Crambidae), uit de onderfamilie van de Spilomelinae. De wetenschappelijke naam van deze soort is voor het eerst voorgesteld door Jae-Ho Ko en Yang-Seop Bae in een publicatie uit 2020.
De soort komt voor in Laos.